# Menhirs du Moulin de la Brousse
Les menhirs du Moulin de la Brousse sont deux menhirs situés à Allineuc dans le département français des Côtes-d'Armor.

## Description
Les deux menhirs sont situés à environ 100 m l'un de l'autre. Ils sont en quartzite. Le premier a été dressé en bordure d'un plateau dominant la vallée du Mézel. Il mesure 2 m de hauteur pour 1,70 m de largeur et 1,10 m d'épaisseur.
Le second, au sud du premier, a été érigé à mi-pente. Il mesure 4,25 m de hauteur pour 3,35 m de largeur et 2 m d'épaisseur.